# Botis
Na demonologia, Botis é um grande Presidente e Conde do inferno, comandando sessenta legiões de demônios. Ele fala de todas as coisas passadas e futuras, e reconcilia amigos e inimigos.
Ele é retratado como uma feia víbora mas, quando assume a forma humanoide, aparece com grandes dentes e dois chifres, carregando uma espada afiada e brilhante.
Outras ortografias: Otis 